# سارا توماس
سارا توماس (انگلیسی: Sarah Thomas؛ زادهٔ ۵ ژوئن ۱۹۵۲) بازیگر اهل بریتانیا است.
از فیلم‌ها یا مجموعه‌های تلویزیونی که وی در آن‌ها نقش داشته‌است، می‌توان به بلک ادر، نمایش امروز و در انتهای دوران میانسالی اشاره نمود.